# Ru-Hann Greyling

a Compétitions nationales et continentales officielles uniquement.

Dernière mise à jour le 15 juin 2025.
Ru-Hann Greyling, né le 28 mai 1999, est un joueur sud-africain de rugby à XV jouant au poste de talonneur à l'US Montauban.

## Biographie
Lors de l'été 2019, Ru-Hann Greyling rejoint le centre de formation du MHR. Il joue son premier match professionnel en Top 14 le 9 octobre 2021 contre l'Union Bordeaux Bègles.
En février 2023, en manque de jeu, Ru-Hann Greyling est prêté par le club montpelliérain au Rouen Normandie rugby en Pro D2 puis l'été suivant, il rejoint l'Union sportive montalbanaise.

## Palmarès
- US Montauban
  - Vainqueur du Championnat de France de 2e division en 2025